# Jansenisme

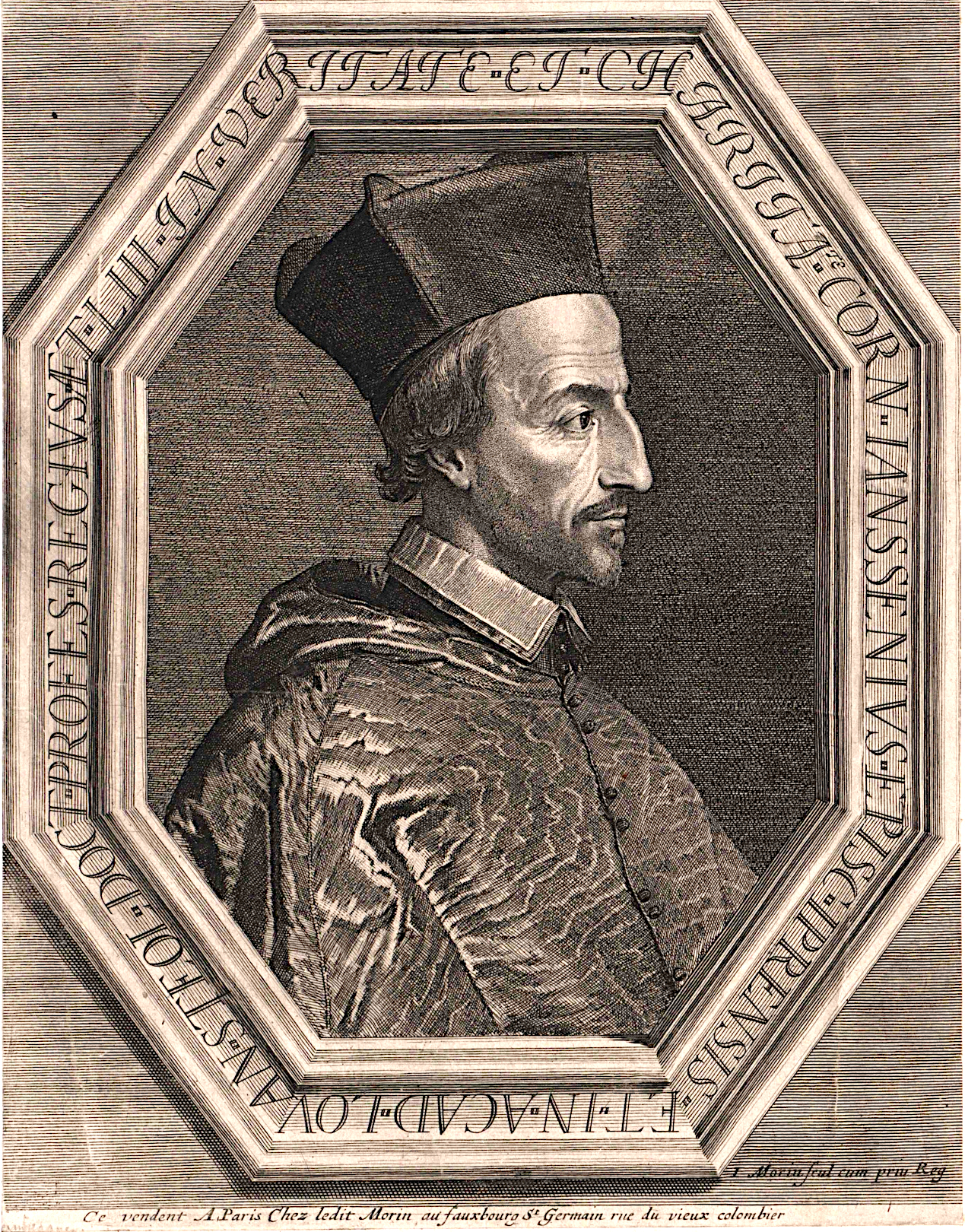
Cornelius Jansenius

Het jansenisme is een religieuze en politieke beweging uit de 17e en 18e eeuw, die vooral in Frankrijk ontstond als reactie op bepaalde ontwikkelingen in de Rooms-Katholieke Kerk en de toenmalige absolute monarchie. De beweging werd genoemd naar de Leuvense hoogleraar en bisschop van Ieper Cornelius Jansenius (1585-1638). Zijn boek Augustinus, dat na zijn dood verscheen (1640), legde sterk de nadruk op de predestinatie en werd door de paus als ketters veroordeeld. Ten onrechte wordt het jansenisme weleens beschouwd als onderstroom van het calvinisme.

## Kenmerken
Kenmerkend voor de levenspraktijk van de jansenisten was hun ascetische wereldverwerping en hun pessimistische ethiek. Ze stelden strenge voorwaarden voor de toediening van de sacramenten (Traité de la fréquente communion van Antoine Arnauld 1643). Middelpunt van de beweging werd het vrouwenklooster Port-Royal des Champs in Frankrijk, waar Angelique Arnauld abdis was. De belangrijkste figuur ervan was Antoine Arnauld, naast wie ook Blaise Pascal en Pasquier Quesnel een grote rol speelden.
Jansenius beweerde dat hij de standpunten van Sint Augustinus van Hippo over de goddelijke genade in praktijk bracht, standpunten die in contrast stonden met die van de jezuïeten. Jansenius vond dat jezuïeten een overdreven belang hechtten aan de menselijke vrijheid.
Hij leerde dat de mens na de zondeval geen invloed meer heeft op zijn eigen verlossing, maar volledig overgeleverd is aan het oordeel van God.

## Politieke en kerkelijke verwikkelingen
Het jansenisme werd in het begin van de 18e eeuw ook een politieke beweging, die gesteund werd door het Parlement tegen de autoriteit van Lodewijk XIV (1643-1715), oorspronkelijk ten tijde van de Fronde (1648-1653). In die tijd was de beweging succesvol in het rekruteren onder advocaten en de magistratuur. Ook onder de regering van Lodewijk XV (1715-1774) was de jansenistische beweging actief als motor van de oppositie tegen de koning en het bisschoppelijk gezag. Bisschoppelijke bevelen aan de lagere clerus werden in het Parlement aangevochten. De crisissen werden door de jansenisten breed uitgemeten in de Nouvelles ecclésiastiques, een publicatie waarvan de drukpers en het distributiecircuit ongrijpbaar bleken voor de politie - de stokebranden, zoals Le Paige, werden door de hoge adel in bescherming genomen tegen het koninklijk gezag.
Het militante jansenisme werd door de jezuïeten, en met name door François Annat, bestreden en werd in verscheidene pauselijke bullen veroordeeld (Cum occasione (1653), Vineam Domini (1705) en Unigenitus (1713)). Het klooster van Port Royal werd op bevel van Lodewijk XIV in 1709 opgeheven en in 1710 afgebroken. De voornaamste leiders weken uit naar Brussel, waarna de beweging in de Zuidelijke Nederlanden een sterke aanhang verwierf. De aartsbisschoppen van Mechelen, met name Humbertus Guilielmus de Precipiano, voerden een aanhoudende strijd tegen het jansenisme onder de geestelijkheid. In de 17e en 18e eeuw werd de Universiteit van Leuven, met hoogleraren als Petrus Stockmans en de beroemde kerkrechtgeleerde Zeger Bernhard van Espen, het centrum van het nu overwegend op het kerkelijk recht gerichte jansenisme in Europa.

## Utrechts schisma (1723)
In de Noordelijke Nederlanden kwam het tot een kerkscheuring. Toen de hoge Utrechtse geestelijkheid, verenigd in het kapittel, in 1723 zelf een opvolger koos voor de door Rome van jansenisme beschuldigde en ontslagen apostolisch vicaris Petrus Codde, en daarmee eigenmachtig een nieuwe aartsbisschop van Utrecht installeerde (te weten Cornelius Steenoven), veroorzaakte dat een schisma tussen de Rome-getrouwe geestelijkheid (clerus) en de volgelingen van bisschop Steenoven, de zg. Oud-Bisschoppelijke Cleresie (later Oudkatholieke Kerk geheten).